# Hendrik Poinar
Hendrik N. Poinar (* 1969 in Utrecht) ist ein US-amerikanischer Evolutionsbiologe.

## Leben
Der Sohn des Entomologen George Poinar und von Roberta Poinar wurde durch die Extrahierung von DNA ausgestorbener Tiere bekannt. Er promovierte in München und war anschließend am Max-Planck-Institut für evolutionäre Anthropologie in Leipzig tätig.
Aktuell (2024) ist Poinar als Professor an McMaster University in Hamilton (Ontario), Kanada tätig. 2024 wurde er Mitglied der Royal Society of Canada.